# Drosophila thienemanni
Drosophila thienemanni är en tvåvingeart som beskrevs av Oswald Duda 1931. 
Drosophila thienemanni ingår i släktet Drosophila och familjen daggflugor. Artens utbredningsområde är Sumatra.